# Ichneumon longulus
Ichneumon longulus är en stekelart som beskrevs av Cresson 1864. Ichneumon longulus ingår i släktet Ichneumon och familjen brokparasitsteklar. Inga underarter finns listade i Catalogue of Life.